# أولاد الواعر (إيغود)
أولاد الواعر هي إحدى مشيخات المملكة المغربية، تتبع جغرافيا لإقليم اليوسفية وإداريًا لإيغود. يقدر عدد سكانها بـ 5509 نسمة حسب الإحصاء الرسمي للسكان والسكنى لسنة 2004.